# Coupe des clubs champions européens de handball 1985-1986
Navigation
Coupe des clubs champions 1984-1985 Coupe des clubs champions 1986-1987
La saison 1985-1986 de la Coupe des clubs champions européens de handball met aux prises 27 équipes européennes. Il s’agit de la 26e édition de la plus haute compétition européenne organisée par l'IHF.
Le vainqueur est le club yougoslave du Metaloplastika Šabac qui conserve son titre et remporte le sacre européen pour la seconde fois.

## Participants
| Deuxième tour préliminaire (5) | Deuxième tour préliminaire (5) | Deuxième tour préliminaire (5) | Deuxième tour préliminaire (5) | Deuxième tour préliminaire (5) | Deuxième tour préliminaire (5) | Deuxième tour préliminaire (5) | Deuxième tour préliminaire (5) | Deuxième tour préliminaire (5) | Deuxième tour préliminaire (5) | Deuxième tour préliminaire (5) | Deuxième tour préliminaire (5) | Deuxième tour préliminaire (5) | Deuxième tour préliminaire (5) | Deuxième tour préliminaire (5) | Deuxième tour préliminaire (5) | Deuxième tour préliminaire (5) | Deuxième tour préliminaire (5) | Deuxième tour préliminaire (5) | Deuxième tour préliminaire (5) | Deuxième tour préliminaire (5) | Deuxième tour préliminaire (5) | Deuxième tour préliminaire (5) | Deuxième tour préliminaire (5) | Deuxième tour préliminaire (5) | Deuxième tour préliminaire (5) | Deuxième tour préliminaire (5) | Deuxième tour préliminaire (5) | Deuxième tour préliminaire (5) | Deuxième tour préliminaire (5) |
| --- | --- | --- | --- | --- | --- | --- | --- | --- | --- | --- | --- | --- | --- | --- | --- | --- | --- | --- | --- | --- | --- | --- | --- | --- | --- | --- | --- | --- | --- |
| - Metaloplastika Šabac : tenant du titre - Atlético de Madrid : Champion d'Espagne - FH Hafnarfjörður : Champion d'Islande | - Metaloplastika Šabac : tenant du titre - Atlético de Madrid : Champion d'Espagne - FH Hafnarfjörður : Champion d'Islande | - Metaloplastika Šabac : tenant du titre - Atlético de Madrid : Champion d'Espagne - FH Hafnarfjörður : Champion d'Islande | - Metaloplastika Šabac : tenant du titre - Atlético de Madrid : Champion d'Espagne - FH Hafnarfjörður : Champion d'Islande | - Metaloplastika Šabac : tenant du titre - Atlético de Madrid : Champion d'Espagne - FH Hafnarfjörður : Champion d'Islande | - Metaloplastika Šabac : tenant du titre - Atlético de Madrid : Champion d'Espagne - FH Hafnarfjörður : Champion d'Islande | - Metaloplastika Šabac : tenant du titre - Atlético de Madrid : Champion d'Espagne - FH Hafnarfjörður : Champion d'Islande | - Metaloplastika Šabac : tenant du titre - Atlético de Madrid : Champion d'Espagne - FH Hafnarfjörður : Champion d'Islande | - Metaloplastika Šabac : tenant du titre - Atlético de Madrid : Champion d'Espagne - FH Hafnarfjörður : Champion d'Islande | - Metaloplastika Šabac : tenant du titre - Atlético de Madrid : Champion d'Espagne - FH Hafnarfjörður : Champion d'Islande | - Metaloplastika Šabac : tenant du titre - Atlético de Madrid : Champion d'Espagne - FH Hafnarfjörður : Champion d'Islande | - Metaloplastika Šabac : tenant du titre - Atlético de Madrid : Champion d'Espagne - FH Hafnarfjörður : Champion d'Islande | - Metaloplastika Šabac : tenant du titre - Atlético de Madrid : Champion d'Espagne - FH Hafnarfjörður : Champion d'Islande | - Metaloplastika Šabac : tenant du titre - Atlético de Madrid : Champion d'Espagne - FH Hafnarfjörður : Champion d'Islande | - Metaloplastika Šabac : tenant du titre - Atlético de Madrid : Champion d'Espagne - FH Hafnarfjörður : Champion d'Islande | - Steaua Bucarest : Champion de Roumanie - Dukla Prague : Champion de Tchécoslovaquie | - Steaua Bucarest : Champion de Roumanie - Dukla Prague : Champion de Tchécoslovaquie | - Steaua Bucarest : Champion de Roumanie - Dukla Prague : Champion de Tchécoslovaquie | - Steaua Bucarest : Champion de Roumanie - Dukla Prague : Champion de Tchécoslovaquie | - Steaua Bucarest : Champion de Roumanie - Dukla Prague : Champion de Tchécoslovaquie | - Steaua Bucarest : Champion de Roumanie - Dukla Prague : Champion de Tchécoslovaquie | - Steaua Bucarest : Champion de Roumanie - Dukla Prague : Champion de Tchécoslovaquie | - Steaua Bucarest : Champion de Roumanie - Dukla Prague : Champion de Tchécoslovaquie | - Steaua Bucarest : Champion de Roumanie - Dukla Prague : Champion de Tchécoslovaquie | - Steaua Bucarest : Champion de Roumanie - Dukla Prague : Champion de Tchécoslovaquie | - Steaua Bucarest : Champion de Roumanie - Dukla Prague : Champion de Tchécoslovaquie | - Steaua Bucarest : Champion de Roumanie - Dukla Prague : Champion de Tchécoslovaquie | - Steaua Bucarest : Champion de Roumanie - Dukla Prague : Champion de Tchécoslovaquie | - Steaua Bucarest : Champion de Roumanie - Dukla Prague : Champion de Tchécoslovaquie | - Steaua Bucarest : Champion de Roumanie - Dukla Prague : Champion de Tchécoslovaquie |
| Premier tour préliminaire (22) | | | | | | | | | | | | | | | | | | | | | | | | | | | | | |
| - SC Magdebourg : Champion d'Allemagne de l'Est - VfL Gummersbach : Champion d'Allemagne de l'Ouest - ATSE Waagner Biro Graz : Champion d'Autriche - Initia HC Hasselt : Champion de Belgique 1984-1985 - Sportist Kremikovtsi : Champion de Bulgarie - Helsingør HF : Champion du Danemark - BK-46 Karis : Champion de Finlande - USM Gagny : Champion de France 1984-1985 - HB Liverpool : Champion de Grande-Bretagne - Ionikós de Néa Filadélfia : Champion de Grèce - Vestmanna IF : Champion des Îles Féroé | - SC Magdebourg : Champion d'Allemagne de l'Est - VfL Gummersbach : Champion d'Allemagne de l'Ouest - ATSE Waagner Biro Graz : Champion d'Autriche - Initia HC Hasselt : Champion de Belgique 1984-1985 - Sportist Kremikovtsi : Champion de Bulgarie - Helsingør HF : Champion du Danemark - BK-46 Karis : Champion de Finlande - USM Gagny : Champion de France 1984-1985 - HB Liverpool : Champion de Grande-Bretagne - Ionikós de Néa Filadélfia : Champion de Grèce - Vestmanna IF : Champion des Îles Féroé | - SC Magdebourg : Champion d'Allemagne de l'Est - VfL Gummersbach : Champion d'Allemagne de l'Ouest - ATSE Waagner Biro Graz : Champion d'Autriche - Initia HC Hasselt : Champion de Belgique 1984-1985 - Sportist Kremikovtsi : Champion de Bulgarie - Helsingør HF : Champion du Danemark - BK-46 Karis : Champion de Finlande - USM Gagny : Champion de France 1984-1985 - HB Liverpool : Champion de Grande-Bretagne - Ionikós de Néa Filadélfia : Champion de Grèce - Vestmanna IF : Champion des Îles Féroé | - SC Magdebourg : Champion d'Allemagne de l'Est - VfL Gummersbach : Champion d'Allemagne de l'Ouest - ATSE Waagner Biro Graz : Champion d'Autriche - Initia HC Hasselt : Champion de Belgique 1984-1985 - Sportist Kremikovtsi : Champion de Bulgarie - Helsingør HF : Champion du Danemark - BK-46 Karis : Champion de Finlande - USM Gagny : Champion de France 1984-1985 - HB Liverpool : Champion de Grande-Bretagne - Ionikós de Néa Filadélfia : Champion de Grèce - Vestmanna IF : Champion des Îles Féroé | - SC Magdebourg : Champion d'Allemagne de l'Est - VfL Gummersbach : Champion d'Allemagne de l'Ouest - ATSE Waagner Biro Graz : Champion d'Autriche - Initia HC Hasselt : Champion de Belgique 1984-1985 - Sportist Kremikovtsi : Champion de Bulgarie - Helsingør HF : Champion du Danemark - BK-46 Karis : Champion de Finlande - USM Gagny : Champion de France 1984-1985 - HB Liverpool : Champion de Grande-Bretagne - Ionikós de Néa Filadélfia : Champion de Grèce - Vestmanna IF : Champion des Îles Féroé | - SC Magdebourg : Champion d'Allemagne de l'Est - VfL Gummersbach : Champion d'Allemagne de l'Ouest - ATSE Waagner Biro Graz : Champion d'Autriche - Initia HC Hasselt : Champion de Belgique 1984-1985 - Sportist Kremikovtsi : Champion de Bulgarie - Helsingør HF : Champion du Danemark - BK-46 Karis : Champion de Finlande - USM Gagny : Champion de France 1984-1985 - HB Liverpool : Champion de Grande-Bretagne - Ionikós de Néa Filadélfia : Champion de Grèce - Vestmanna IF : Champion des Îles Féroé | - SC Magdebourg : Champion d'Allemagne de l'Est - VfL Gummersbach : Champion d'Allemagne de l'Ouest - ATSE Waagner Biro Graz : Champion d'Autriche - Initia HC Hasselt : Champion de Belgique 1984-1985 - Sportist Kremikovtsi : Champion de Bulgarie - Helsingør HF : Champion du Danemark - BK-46 Karis : Champion de Finlande - USM Gagny : Champion de France 1984-1985 - HB Liverpool : Champion de Grande-Bretagne - Ionikós de Néa Filadélfia : Champion de Grèce - Vestmanna IF : Champion des Îles Féroé | - SC Magdebourg : Champion d'Allemagne de l'Est - VfL Gummersbach : Champion d'Allemagne de l'Ouest - ATSE Waagner Biro Graz : Champion d'Autriche - Initia HC Hasselt : Champion de Belgique 1984-1985 - Sportist Kremikovtsi : Champion de Bulgarie - Helsingør HF : Champion du Danemark - BK-46 Karis : Champion de Finlande - USM Gagny : Champion de France 1984-1985 - HB Liverpool : Champion de Grande-Bretagne - Ionikós de Néa Filadélfia : Champion de Grèce - Vestmanna IF : Champion des Îles Féroé | - SC Magdebourg : Champion d'Allemagne de l'Est - VfL Gummersbach : Champion d'Allemagne de l'Ouest - ATSE Waagner Biro Graz : Champion d'Autriche - Initia HC Hasselt : Champion de Belgique 1984-1985 - Sportist Kremikovtsi : Champion de Bulgarie - Helsingør HF : Champion du Danemark - BK-46 Karis : Champion de Finlande - USM Gagny : Champion de France 1984-1985 - HB Liverpool : Champion de Grande-Bretagne - Ionikós de Néa Filadélfia : Champion de Grèce - Vestmanna IF : Champion des Îles Féroé | - SC Magdebourg : Champion d'Allemagne de l'Est - VfL Gummersbach : Champion d'Allemagne de l'Ouest - ATSE Waagner Biro Graz : Champion d'Autriche - Initia HC Hasselt : Champion de Belgique 1984-1985 - Sportist Kremikovtsi : Champion de Bulgarie - Helsingør HF : Champion du Danemark - BK-46 Karis : Champion de Finlande - USM Gagny : Champion de France 1984-1985 - HB Liverpool : Champion de Grande-Bretagne - Ionikós de Néa Filadélfia : Champion de Grèce - Vestmanna IF : Champion des Îles Féroé | - SC Magdebourg : Champion d'Allemagne de l'Est - VfL Gummersbach : Champion d'Allemagne de l'Ouest - ATSE Waagner Biro Graz : Champion d'Autriche - Initia HC Hasselt : Champion de Belgique 1984-1985 - Sportist Kremikovtsi : Champion de Bulgarie - Helsingør HF : Champion du Danemark - BK-46 Karis : Champion de Finlande - USM Gagny : Champion de France 1984-1985 - HB Liverpool : Champion de Grande-Bretagne - Ionikós de Néa Filadélfia : Champion de Grèce - Vestmanna IF : Champion des Îles Féroé | - SC Magdebourg : Champion d'Allemagne de l'Est - VfL Gummersbach : Champion d'Allemagne de l'Ouest - ATSE Waagner Biro Graz : Champion d'Autriche - Initia HC Hasselt : Champion de Belgique 1984-1985 - Sportist Kremikovtsi : Champion de Bulgarie - Helsingør HF : Champion du Danemark - BK-46 Karis : Champion de Finlande - USM Gagny : Champion de France 1984-1985 - HB Liverpool : Champion de Grande-Bretagne - Ionikós de Néa Filadélfia : Champion de Grèce - Vestmanna IF : Champion des Îles Féroé | - SC Magdebourg : Champion d'Allemagne de l'Est - VfL Gummersbach : Champion d'Allemagne de l'Ouest - ATSE Waagner Biro Graz : Champion d'Autriche - Initia HC Hasselt : Champion de Belgique 1984-1985 - Sportist Kremikovtsi : Champion de Bulgarie - Helsingør HF : Champion du Danemark - BK-46 Karis : Champion de Finlande - USM Gagny : Champion de France 1984-1985 - HB Liverpool : Champion de Grande-Bretagne - Ionikós de Néa Filadélfia : Champion de Grèce - Vestmanna IF : Champion des Îles Féroé | - SC Magdebourg : Champion d'Allemagne de l'Est - VfL Gummersbach : Champion d'Allemagne de l'Ouest - ATSE Waagner Biro Graz : Champion d'Autriche - Initia HC Hasselt : Champion de Belgique 1984-1985 - Sportist Kremikovtsi : Champion de Bulgarie - Helsingør HF : Champion du Danemark - BK-46 Karis : Champion de Finlande - USM Gagny : Champion de France 1984-1985 - HB Liverpool : Champion de Grande-Bretagne - Ionikós de Néa Filadélfia : Champion de Grèce - Vestmanna IF : Champion des Îles Féroé | - SC Magdebourg : Champion d'Allemagne de l'Est - VfL Gummersbach : Champion d'Allemagne de l'Ouest - ATSE Waagner Biro Graz : Champion d'Autriche - Initia HC Hasselt : Champion de Belgique 1984-1985 - Sportist Kremikovtsi : Champion de Bulgarie - Helsingør HF : Champion du Danemark - BK-46 Karis : Champion de Finlande - USM Gagny : Champion de France 1984-1985 - HB Liverpool : Champion de Grande-Bretagne - Ionikós de Néa Filadélfia : Champion de Grèce - Vestmanna IF : Champion des Îles Féroé | - Hapoël Rishon LeZion : Champion d'Israël - Cividin Trieste : Champion d'Italie - HB Dudelange : Champion du Luxembourg - IF Urædd Porsgrunn : Champion de Norvège - Banyasz Tatabánya : Champion de Hongrie - TV Aalsmeer : Champion des Pays-Bas - Wybrzeże Gdańsk : Champion de Pologne - Redbergslids IK : Champion de Suède - BSV Berne : Champion de Suisse - Hortaş Yenişehir : Champion de Turquie - RK Borac Banja Luka : Vice-Champion de Yougoslavie | - Hapoël Rishon LeZion : Champion d'Israël - Cividin Trieste : Champion d'Italie - HB Dudelange : Champion du Luxembourg - IF Urædd Porsgrunn : Champion de Norvège - Banyasz Tatabánya : Champion de Hongrie - TV Aalsmeer : Champion des Pays-Bas - Wybrzeże Gdańsk : Champion de Pologne - Redbergslids IK : Champion de Suède - BSV Berne : Champion de Suisse - Hortaş Yenişehir : Champion de Turquie - RK Borac Banja Luka : Vice-Champion de Yougoslavie | - Hapoël Rishon LeZion : Champion d'Israël - Cividin Trieste : Champion d'Italie - HB Dudelange : Champion du Luxembourg - IF Urædd Porsgrunn : Champion de Norvège - Banyasz Tatabánya : Champion de Hongrie - TV Aalsmeer : Champion des Pays-Bas - Wybrzeże Gdańsk : Champion de Pologne - Redbergslids IK : Champion de Suède - BSV Berne : Champion de Suisse - Hortaş Yenişehir : Champion de Turquie - RK Borac Banja Luka : Vice-Champion de Yougoslavie | - Hapoël Rishon LeZion : Champion d'Israël - Cividin Trieste : Champion d'Italie - HB Dudelange : Champion du Luxembourg - IF Urædd Porsgrunn : Champion de Norvège - Banyasz Tatabánya : Champion de Hongrie - TV Aalsmeer : Champion des Pays-Bas - Wybrzeże Gdańsk : Champion de Pologne - Redbergslids IK : Champion de Suède - BSV Berne : Champion de Suisse - Hortaş Yenişehir : Champion de Turquie - RK Borac Banja Luka : Vice-Champion de Yougoslavie | - Hapoël Rishon LeZion : Champion d'Israël - Cividin Trieste : Champion d'Italie - HB Dudelange : Champion du Luxembourg - IF Urædd Porsgrunn : Champion de Norvège - Banyasz Tatabánya : Champion de Hongrie - TV Aalsmeer : Champion des Pays-Bas - Wybrzeże Gdańsk : Champion de Pologne - Redbergslids IK : Champion de Suède - BSV Berne : Champion de Suisse - Hortaş Yenişehir : Champion de Turquie - RK Borac Banja Luka : Vice-Champion de Yougoslavie | - Hapoël Rishon LeZion : Champion d'Israël - Cividin Trieste : Champion d'Italie - HB Dudelange : Champion du Luxembourg - IF Urædd Porsgrunn : Champion de Norvège - Banyasz Tatabánya : Champion de Hongrie - TV Aalsmeer : Champion des Pays-Bas - Wybrzeże Gdańsk : Champion de Pologne - Redbergslids IK : Champion de Suède - BSV Berne : Champion de Suisse - Hortaş Yenişehir : Champion de Turquie - RK Borac Banja Luka : Vice-Champion de Yougoslavie | - Hapoël Rishon LeZion : Champion d'Israël - Cividin Trieste : Champion d'Italie - HB Dudelange : Champion du Luxembourg - IF Urædd Porsgrunn : Champion de Norvège - Banyasz Tatabánya : Champion de Hongrie - TV Aalsmeer : Champion des Pays-Bas - Wybrzeże Gdańsk : Champion de Pologne - Redbergslids IK : Champion de Suède - BSV Berne : Champion de Suisse - Hortaş Yenişehir : Champion de Turquie - RK Borac Banja Luka : Vice-Champion de Yougoslavie | - Hapoël Rishon LeZion : Champion d'Israël - Cividin Trieste : Champion d'Italie - HB Dudelange : Champion du Luxembourg - IF Urædd Porsgrunn : Champion de Norvège - Banyasz Tatabánya : Champion de Hongrie - TV Aalsmeer : Champion des Pays-Bas - Wybrzeże Gdańsk : Champion de Pologne - Redbergslids IK : Champion de Suède - BSV Berne : Champion de Suisse - Hortaş Yenişehir : Champion de Turquie - RK Borac Banja Luka : Vice-Champion de Yougoslavie | - Hapoël Rishon LeZion : Champion d'Israël - Cividin Trieste : Champion d'Italie - HB Dudelange : Champion du Luxembourg - IF Urædd Porsgrunn : Champion de Norvège - Banyasz Tatabánya : Champion de Hongrie - TV Aalsmeer : Champion des Pays-Bas - Wybrzeże Gdańsk : Champion de Pologne - Redbergslids IK : Champion de Suède - BSV Berne : Champion de Suisse - Hortaş Yenişehir : Champion de Turquie - RK Borac Banja Luka : Vice-Champion de Yougoslavie | - Hapoël Rishon LeZion : Champion d'Israël - Cividin Trieste : Champion d'Italie - HB Dudelange : Champion du Luxembourg - IF Urædd Porsgrunn : Champion de Norvège - Banyasz Tatabánya : Champion de Hongrie - TV Aalsmeer : Champion des Pays-Bas - Wybrzeże Gdańsk : Champion de Pologne - Redbergslids IK : Champion de Suède - BSV Berne : Champion de Suisse - Hortaş Yenişehir : Champion de Turquie - RK Borac Banja Luka : Vice-Champion de Yougoslavie | - Hapoël Rishon LeZion : Champion d'Israël - Cividin Trieste : Champion d'Italie - HB Dudelange : Champion du Luxembourg - IF Urædd Porsgrunn : Champion de Norvège - Banyasz Tatabánya : Champion de Hongrie - TV Aalsmeer : Champion des Pays-Bas - Wybrzeże Gdańsk : Champion de Pologne - Redbergslids IK : Champion de Suède - BSV Berne : Champion de Suisse - Hortaş Yenişehir : Champion de Turquie - RK Borac Banja Luka : Vice-Champion de Yougoslavie | - Hapoël Rishon LeZion : Champion d'Israël - Cividin Trieste : Champion d'Italie - HB Dudelange : Champion du Luxembourg - IF Urædd Porsgrunn : Champion de Norvège - Banyasz Tatabánya : Champion de Hongrie - TV Aalsmeer : Champion des Pays-Bas - Wybrzeże Gdańsk : Champion de Pologne - Redbergslids IK : Champion de Suède - BSV Berne : Champion de Suisse - Hortaş Yenişehir : Champion de Turquie - RK Borac Banja Luka : Vice-Champion de Yougoslavie | - Hapoël Rishon LeZion : Champion d'Israël - Cividin Trieste : Champion d'Italie - HB Dudelange : Champion du Luxembourg - IF Urædd Porsgrunn : Champion de Norvège - Banyasz Tatabánya : Champion de Hongrie - TV Aalsmeer : Champion des Pays-Bas - Wybrzeże Gdańsk : Champion de Pologne - Redbergslids IK : Champion de Suède - BSV Berne : Champion de Suisse - Hortaş Yenişehir : Champion de Turquie - RK Borac Banja Luka : Vice-Champion de Yougoslavie | - Hapoël Rishon LeZion : Champion d'Israël - Cividin Trieste : Champion d'Italie - HB Dudelange : Champion du Luxembourg - IF Urædd Porsgrunn : Champion de Norvège - Banyasz Tatabánya : Champion de Hongrie - TV Aalsmeer : Champion des Pays-Bas - Wybrzeże Gdańsk : Champion de Pologne - Redbergslids IK : Champion de Suède - BSV Berne : Champion de Suisse - Hortaş Yenişehir : Champion de Turquie - RK Borac Banja Luka : Vice-Champion de Yougoslavie | - Hapoël Rishon LeZion : Champion d'Israël - Cividin Trieste : Champion d'Italie - HB Dudelange : Champion du Luxembourg - IF Urædd Porsgrunn : Champion de Norvège - Banyasz Tatabánya : Champion de Hongrie - TV Aalsmeer : Champion des Pays-Bas - Wybrzeże Gdańsk : Champion de Pologne - Redbergslids IK : Champion de Suède - BSV Berne : Champion de Suisse - Hortaş Yenişehir : Champion de Turquie - RK Borac Banja Luka : Vice-Champion de Yougoslavie |

## Tour préliminaire

### Premier tour
| Équipe                    | Aller   | Total   | Retour  | Équipe                 |
| ------------------------- | ------- | ------- | ------- | ---------------------- |
| Hapoël Rishon LeZion      | 23 – 22 | 46 – 47 | 23 – 25 | RK Borac Banja Luka    |
| HB Liverpool              | 15 – 39 | 26 – 78 | 11 – 39 | SC Magdebourg          |
| IF Urædd Porsgrunn        | 19 – 18 | 49 – 40 | 30 – 22 | Vestmanna IF           |
| VfL Gummersbach           | 23 – 13 | 48 – 23 | 25 – 10 | HB Dudelange           |
| Redbergslids IK           | 31 – 21 | 63 – 51 | 32 – 30 | BK-46 Karis            |
| Ionikós de Néa Filadélfia | 20 – 41 | 31 – 77 | 11 – 36 | Banyasz Tatabánya      |
| USM Gagny                 | 22 – 22 | 43 – 44 | 21 – 22 | ATSE Waagner Biro Graz |
| Hortaş Yenişehir          | 23 – 23 | 39 – 53 | 16 – 30 | Sportist Kremikovtsi   |
| Initia HC Hasselt         | 15 – 21 | 27 – 42 | 12 – 21 | Helsingør HF           |
| Cividin Trieste           | 19 – 14 | 23 – 25 | 14 – 21 | BSV Berne              |
| Wybrzeże Gdańsk           | 27 – 25 | 60 – 48 | 33 – 23 | TV Aalsmeer            |

### Deuxième tour
| Équipe               | Aller   | Total    | Retour  | Équipe                 |
| -------------------- | ------- | -------- | ------- | ---------------------- |
| Metaloplastika Šabac | 26 – 18 | 48 – 44  | 22 – 26 | RK Borac Banja Luka    |
| IF Urædd Porsgrunn   | 27 – 25 | 55 – 59  | 28 – 34 | SC Magdebourg          |
| Steaua Bucarest      | 20 – 16 | 39* – 39 | 19 – 23 | VfL Gummersbach        |
| FH Hafnarfjörður     | 17 – 29 | 36 – 56  | 19 – 27 | Redbergslids IK        |
| Banyasz Tatabánya    | 24 – 24 | 47 – 53  | 23 – 29 | Dukla Prague           |
| Atlético de Madrid   | 21 – 14 | 43 – 24  | 22 – 10 | ATSE Waagner Biro Graz |
| Sportist Kremikovtsi | 24 – 20 | 38 – 46  | 14 – 26 | Helsingør HF           |
| Wybrzeże Gdańsk      | 26 – 20 | 47 – 46  | 21 – 26 | BSV Berne              |

*Qualifié selon la règle du nombre de buts marqués à l'extérieur.

## Phase finale
| \| Prague Šabac Bucarest Madrid Magdebourg Elseneur Gdańsk Göteborg \| Localisation des équipes en phase finale. |
| Prague Šabac Bucarest Madrid Magdebourg Elseneur Gdańsk Göteborg                                                 |

|  | Quarts de finale     | Quarts de finale     | Quarts de finale     | Quarts de finale     |                    |                    | Demi-finales | Demi-finales | Demi-finales | Demi-finales |  |  | Finale | Finale | Finale | Finale |
|  |                      |                      |                      |                      |                    |                    |              |              |              |              |  |  |        |        |        |        |
|  |                      |                      |                      |                      |                    |                    |              |              |              |              |  |  |        |        |        |        |
|  |                      |                      |                      |                      |                    |                    |              |              |              |              |  |  |        |        |        |        |
|  | SC Magdebourg        | SC Magdebourg        | 23                   | 26                   |                    |                    |              |              |              |              |  |  |        |        |        |        |
|  | SC Magdebourg        | SC Magdebourg        | 23                   | 26                   |                    |                    |              |              |              |              |  |  |        |        |        |        |
|  | Metaloplastika Šabac | Metaloplastika Šabac | 25                   | 38                   |                    |                    |              |              |              |              |  |  |        |        |        |        |
|  | Metaloplastika Šabac | Metaloplastika Šabac | 25                   | 38                   | Steaua Bucarest    | Steaua Bucarest    | 24           | 17           |              |              |  |  |        |        |        |        |
|  |                      |                      |                      |                      | Steaua Bucarest    | Steaua Bucarest    | 24           | 17           |              |              |  |  |        |        |        |        |
|  |                      |                      | Metaloplastika Šabac | Metaloplastika Šabac | 22                 | 23                 |              |              |              |              |  |  |        |        |        |        |
|  | Redbergslids IK      | Redbergslids IK      | Metaloplastika Šabac | Metaloplastika Šabac | 22                 | 23                 | 22           | 24           |              |              |  |  |        |        |        |        |
|  | Redbergslids IK      | Redbergslids IK      |                      |                      |                    |                    |              | 24           |              |              |  |  |        |        |        |        |
|  | Steaua Bucarest      | Steaua Bucarest      | 23                   | 32                   |                    |                    |              |              |              |              |  |  |        |        |        |        |
|  | Steaua Bucarest      | Steaua Bucarest      | 23                   | 32                   | Wybrzeże Gdańsk    | Wybrzeże Gdańsk    | 29           | 23           |              |              |  |  |        |        |        |        |
|  |                      |                      |                      |                      | Wybrzeże Gdańsk    | Wybrzeże Gdańsk    | 29           | 23           |              |              |  |  |        |        |        |        |
|  |                      |                      | Metaloplastika Šabac | Metaloplastika Šabac | 24                 | 30                 |              |              |              |              |  |  |        |        |        |        |
|  | Dukla Prague         | Dukla Prague         | Metaloplastika Šabac | Metaloplastika Šabac | 24                 | 30                 | 18           | 13           |              |              |  |  |        |        |        |        |
|  | Dukla Prague         | Dukla Prague         |                      |                      |                    |                    |              |              |              |              |  |  |        |        |        |        |
|  | Atlético de Madrid   | Atlético de Madrid   | 15                   | 16                   |                    |                    |              |              |              |              |  |  |        |        |        |        |
|  | Atlético de Madrid   | Atlético de Madrid   | 15                   | 16                   | Atlético de Madrid | Atlético de Madrid | 21           | 21           |              |              |  |  |        |        |        |        |
|  |                      |                      |                      |                      | Atlético de Madrid | Atlético de Madrid | 21           | 21           |              |              |  |  |        |        |        |        |
|  |                      |                      | Wybrzeże Gdańsk      | Wybrzeże Gdańsk      | 21                 | 25                 |              |              |              |              |  |  |        |        |        |        |
|  | Wybrzeże Gdańsk      | Wybrzeże Gdańsk      | Wybrzeże Gdańsk      | Wybrzeże Gdańsk      | 21                 | 25                 | 28           | 25           |              |              |  |  |        |        |        |        |
|  | Wybrzeże Gdańsk      | Wybrzeże Gdańsk      |                      |                      |                    |                    |              | 25           |              |              |  |  |        |        |        |        |
|  | Helsingør HF         | Helsingør HF         | 20                   | 21                   |                    |                    |              |              |              |              |  |  |        |        |        |        |
|  | Helsingør HF         | Helsingør HF         | 20                   | 21                   |                    |                    |              |              |              |              |  |  |        |        |        |        |
|  |                      |                      |                      |                      |                    |                    |              |              |              |              |  |  |        |        |        |        |

### Quarts de finale
Les résultats des quarts de finale sont :
| Équipe          | Aller   | Total    | Retour  | Équipe               |
| --------------- | ------- | -------- | ------- | -------------------- |
| SC Magdebourg   | 23 – 25 | 49 – 63  | 26 – 38 | Metaloplastika Šabac |
| Redbergslids IK | 22 – 23 | 26 – 35  | 24 – 32 | Steaua Bucarest      |
| Dukla Prague    | 18 – 15 | 31 – 31E | 13 – 16 | Atlético de Madrid   |
| Wybrzeże Gdańsk | 28 – 20 | 53 – 41  | 25 – 21 | Helsingør HF         |

### Demi-finales
Les résultats des demi-finales sont :
| Équipe             | Aller   | Total   | Retour  | Équipe               |
| ------------------ | ------- | ------- | ------- | -------------------- |
| Steaua Bucarest    | 24 – 22 | 41 – 45 | 17 – 23 | Metaloplastika Šabac |
| Atlético de Madrid | 21 – 21 | 42 – 46 | 21 – 25 | Wybrzeże Gdańsk      |

### Finale
La finale se déroule en match aller-retour et a vu le Metaloplastika Šabac remporter son deuxième titre :
| Club            | Aller   | Total   | Retour  | Club                 |
| --------------- | ------- | ------- | ------- | -------------------- |
| Wybrzeże Gdańsk | 29 – 24 | 52 – 54 | 23 – 30 | Metaloplastika Šabac |

## Les champions d'Europe
| Champion d'Europe IHF Coupe des clubs champions 1985-1986 Metaloplastika Šabac 2e titre |

L'effectif du Metaloplastika Šabac est : Mirko Bašić, Branislav Đukanović, Dejan Lukić, Dragan Tanasić, Zlatko Portner, Jasmin Mrkonja, Jovica Cvetković, Mile Isaković, Miroslav Ignjatović, Pero Milošević, Slobodan Kuzmanovski, Veselin Vujović, Veselin Vuković, Vladica Spasojević. Entraîneur : Aleksandar Pavlović